# Synode von Elvira
Die Synode von Elvira (lat. Concilium Eliberitanum) war eine frühe Kirchenversammlung in Spanien. Der genaue Zeitpunkt der Synode ist nicht bekannt; er liegt zwischen 295 und 314. Aller Wahrscheinlichkeit nach fand sie zwischen 300 und 302 oder 306/309 in Elvira (Ilíberis) bei Granada statt; der Ort wird heute teils mit dem Albaicínhügel, teils mit Sierra Elvira (Atarfe) identifiziert. Es nahmen 19 Bischöfe und 24 Presbyter aus 37 Gemeinden der fünf iberischen Provinzen daran teil.

## Canones
Die 81 überlieferten Beschlüsse (Canones) sind nicht nur die ältesten schriftlichen Zeugnisse der alten Kirchengeschichte im heutigen Spanien, sondern die ältesten überlieferten Synodalcanones überhaupt. Möglicherweise handelt es sich bei den Akten um eine kanonische Sammlung mehrerer spanischer Synoden. So zieht Maurice Meigne in Betracht, dass nur die ersten 21 Canones der etwa 306 durchgeführten Synode zuzurechnen seien, ähnlich positioniert sich Eckhard Reichert.
Die Synodenbestimmungen geben Einblick in die Lage des Christentums im Spanien des späten 3. Jahrhunderts und hatten Einfluss auf die Synoden von Arles (314), Nicaea (325) und Serdica (342). Die These, die Canones seien eine Zusammenfassung mehrerer verschiedener Synoden, wird in der neueren Forschung nicht mehr vertreten.
Ein großer Teil der Canones befasst sich mit den Vorschriften zu Leben und sittlichem Wandel der geweihten Jungfrauen (can. 13–14) wie auch der Heirat von Christen mit Katechumenen und „Heiden“ sowie der geistlichen Ordnung und Haushaltsführung der Laien. Es wurde dabei neben zahlreichen anderen Regelungen festgesetzt, dass jene Gläubigen, die drei Sonntage hintereinander nicht am Gottesdienst teilnahmen, für kurze Zeit aus der Gemeinschaft ausgeschlossen werden sollten. Für die Samstage wurde ein strenges Fasten festgeschrieben. Die Praxis, im Kirchenjahr bei strengem Fasten ganztägig zu fasten, wurde im Hinblick auf die körperlich Schwachen für die Monate Juli und August gemildert.
Die Synode erließ ebenfalls Vorschriften zur Lebensführung für Kleriker. Unter anderem wurde ein Verbot des ehelichen Verkehrs und der Zeugung von Kindern für Bischöfe, Priester und Diakone beschlossen (can. 27–33). Nur leibliche Schwestern, Töchter oder geweihte Jungfrauen durften mit Klerikern in einem Haushalt leben.
Mit den Beschlüssen der Synode von Elvira ist mit der Bestimmung, christliche Herren sollten heidnische Kulthandlungen ihrer Sklaven unterbinden, erstmals die Forderung nach einem aktiven Einschreiten von Christen gegen heidnische Kulte belegt. Vier Canones führen zu einer Distanzierung von den Juden, was auf rege christlich-jüdische Beziehungen im Spanien des späten 3. Jahrhunderts schließen lässt: So sollten (neben anderen Bestimmungen zum kirchlichen Eherecht) keine Ehen mit jüdischen oder heidnischen Partnern geschlossen werden (can. 16/78). Großgrundbesitzern wurde untersagt, ihre Feldfrüchte von Juden segnen zu lassen (can. 49), und Gläubige sollten keine Tischgemeinschaft mit Juden pflegen (can. 50).
Das strikte Zinsverbot wurde ebenso festgeschrieben wie das Verbot der Bilderverehrung. Einer der Beschlüsse lautete, wer ein Götzenbild zerschlage und deswegen zum Tode verurteilt werde, nicht in das Verzeichnis der Märtyrer aufgenommen werden dürfe, da solches durch die Schriften und die Tradition der Apostel nicht gerechtfertigt sei. Festgelegt wurde der Termin des Pfingstfests am 50. Tag nach Ostern, nicht am 40., was als häretisch bezeichnet wurde.
Die Synode verabschiedete eine strenge Bußordnung und verbot Abgefallenen, geistliche Ämter zu bekleiden. Ein gewisser Rigorismus und die offene Kritik an der offenbar in der heidnischen Umgebung laxen Praxis von sexueller Freizügigkeit, Scheidung, Ehebruch und Abtreibung deuten – verbunden mit der strengen Bußordnung – darauf hin, dass die Synodenväter im Zusammenleben mit der heidnischen Kultur eine deutliche Bedrohung der Glaubensstärke der Christen sahen und dieser Gefahr durch einschlägige Bestimmungen auf der Synode von Elvira begegnen wollten.

## Anerkennung der Beschlüsse der Synode von Elvira
Wegen verschiedener Bestimmungen des Konzils von Elvira, etwa zur Bilderverehrung oder zum Sakramentenempfang, sahen etwa Cesare Kardinal Baronio und der Dominikaner Melchior Cano im 16. Jahrhundert die Synode als häretisch an. Die Ostkirche erkannte die Beschlüsse der Synode von Elvira nicht an, obgleich sie Einfluss auf die Synoden von Arles (314), Nicaea (325) und Serdika (342) hatten. In der heutigen Forschung wird die Zeitgebundenheit der Canones hervorgehoben und nicht mehr von einer heterodoxen Versammlung gesprochen.